# Kink (sessualità)

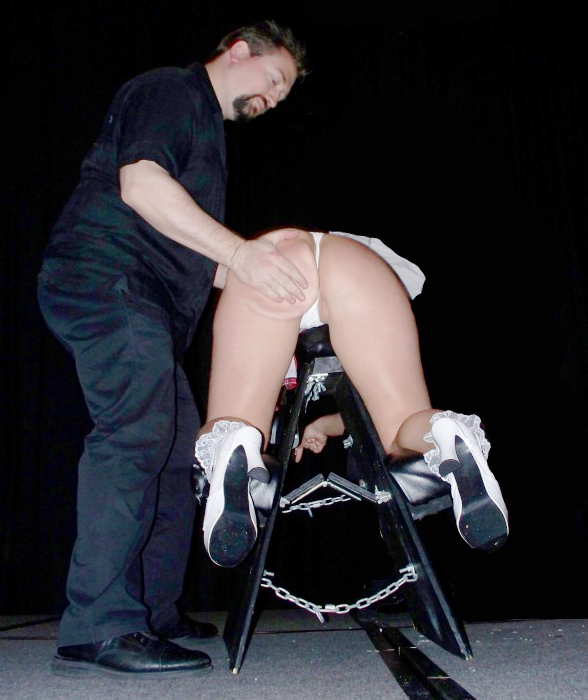
Spanking

Nella sessualità umana il termine inglese kink (come il suo derivato kinkiness e l'aggettivo kinky) descrive una gamma di pratiche sessuali non convenzionali, che spesso hanno affinità col BDSM. A questo termine se ne contrappone un altro, vanilla, proprio per porre enfasi sulla differenza con le pratiche più usuali. Esempi di pratiche kinky sono il gioco con la cera, il bondage, lo spanking, il pony-play e altri giochi di dominazione-sottomissione o umiliazione erotica.
Anche se spesso la parola kink viene usata per riferirsi pure alle pratiche feticistiche, in realtà esiste una differenza di fondo: mentre il kink si basa fondamentalmente sulla relazione con il partner, il feticismo piuttosto si focalizza su una singola parte del corpo, caratteristica fisica od oggetto inanimato. Inoltre, contrariamente a quella che può essere una semplice fantasia sessuale, il feticismo tende a essere una inclinazione ben radicata all'interno di una persona, i cui esordi risalgono solitamente all'infanzia.
Il confine tra ciò che può essere considerato convenzionale e non convenzionale in campo sessuale, legato a ragioni storiche, sociali e culturali, è alquanto aleatorio e variabile, purché qualsiasi genere di esperienza sia sempre condivisa volontariamente e mai imposta sull'altro partner. In tal senso la parola kink, che tradotta letteralmente dall'inglese indica una brusca "curva", è scevra dalle connotazioni negative che possono associarsi al termine "perversione".